# 加姆斯約赫山
47°25′6″N 11°32′54″E / 47.41833°N 11.54833°E

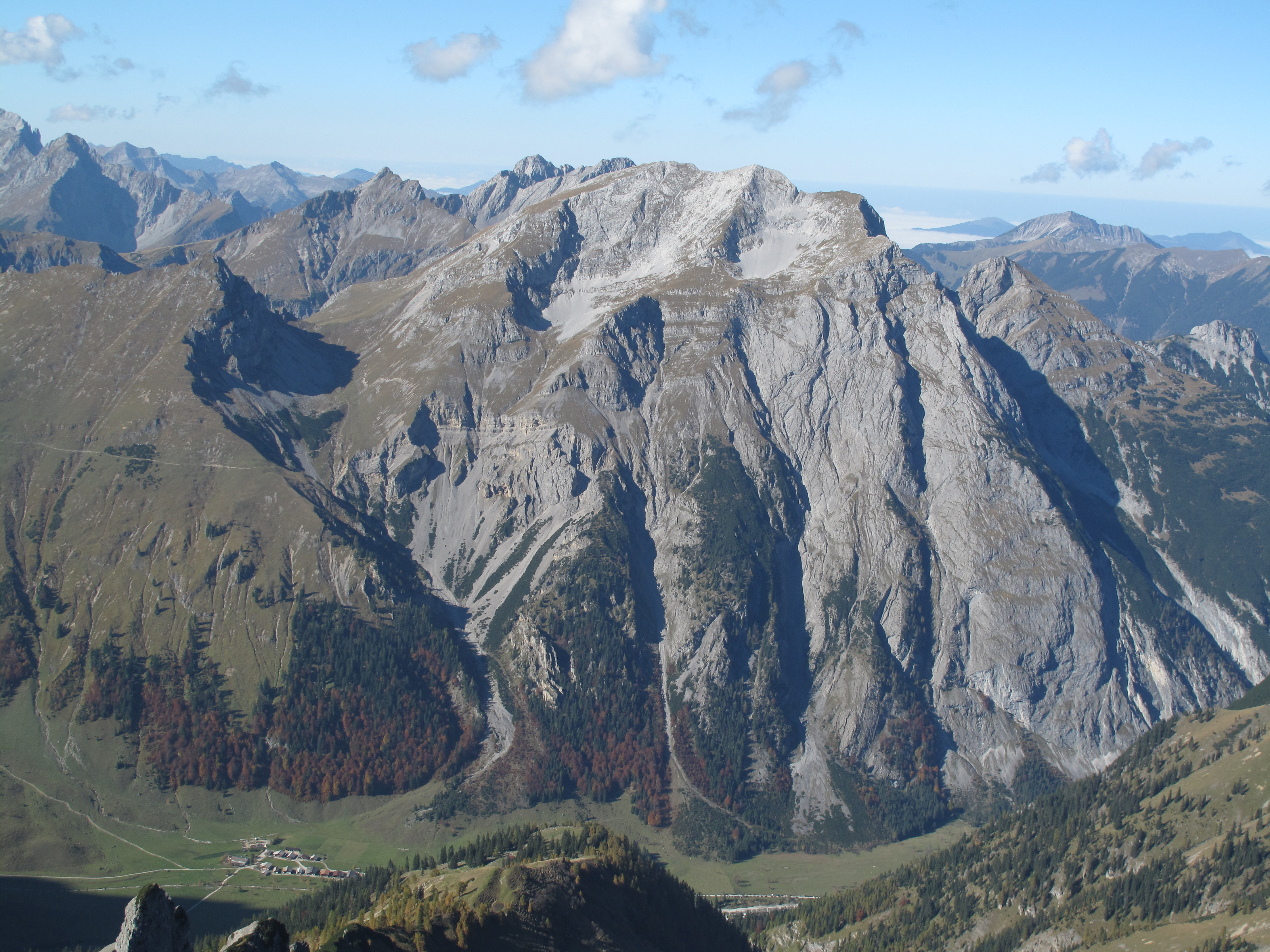

加姆斯約赫山（德語：Gamsjoch），是奧地利的山峰，位於該國西部，由蒂羅爾州負責管轄，屬於卡爾文德爾山脈的一部分，距離德賴欽肯峰4.2公里，海拔高度2,452米，人類在1843年首次登頂。